# Șerban Nichifor
Pour les articles homonymes, voir Nichifor.
 (mars 2022).
Șerban Nichifor, né le 25 août 1954 à Bucarest, est un compositeur, violoncelliste et professeur de musique roumain.

## Biographie

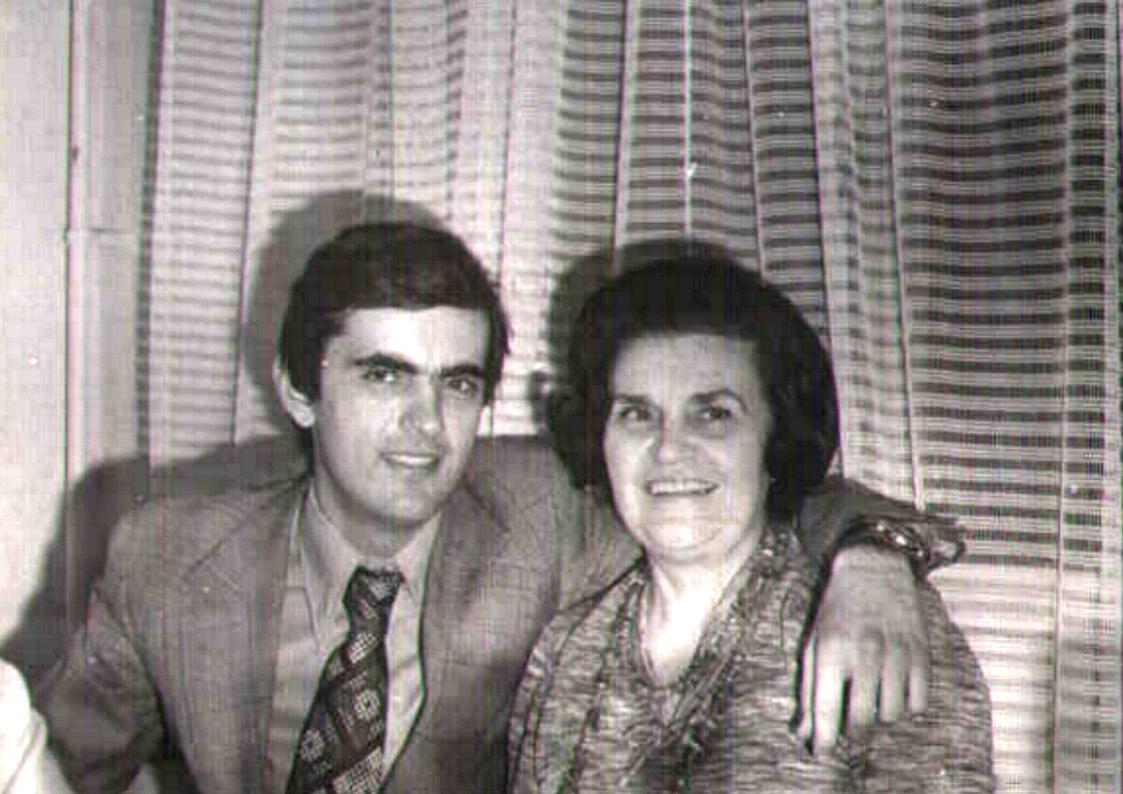
Nichifor et sa mère, le Dr Livia Nichifor, à qui il a dédié une grande partie de sa production musicale

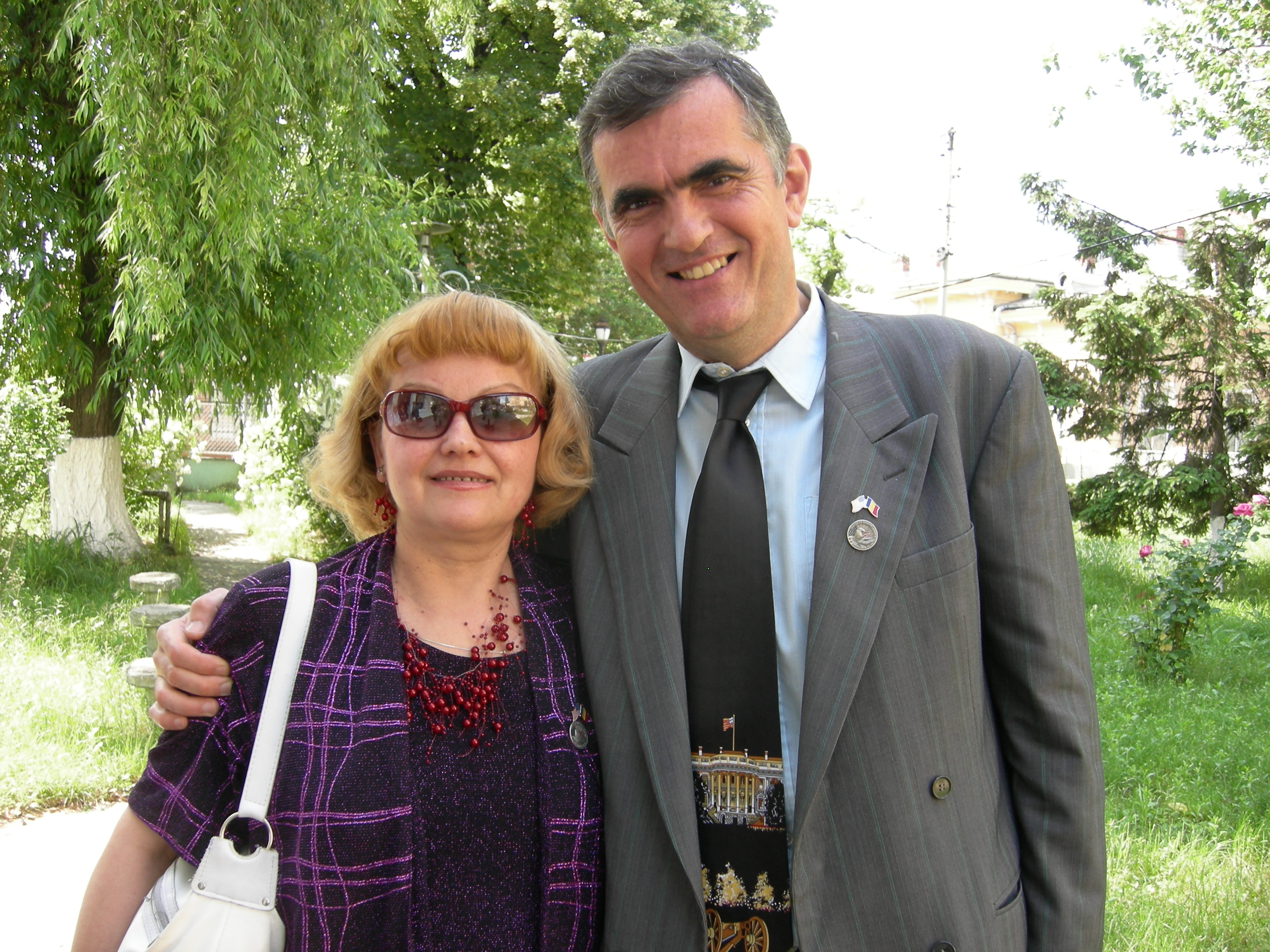
Nichifor et sa femme Liana Alexandra.

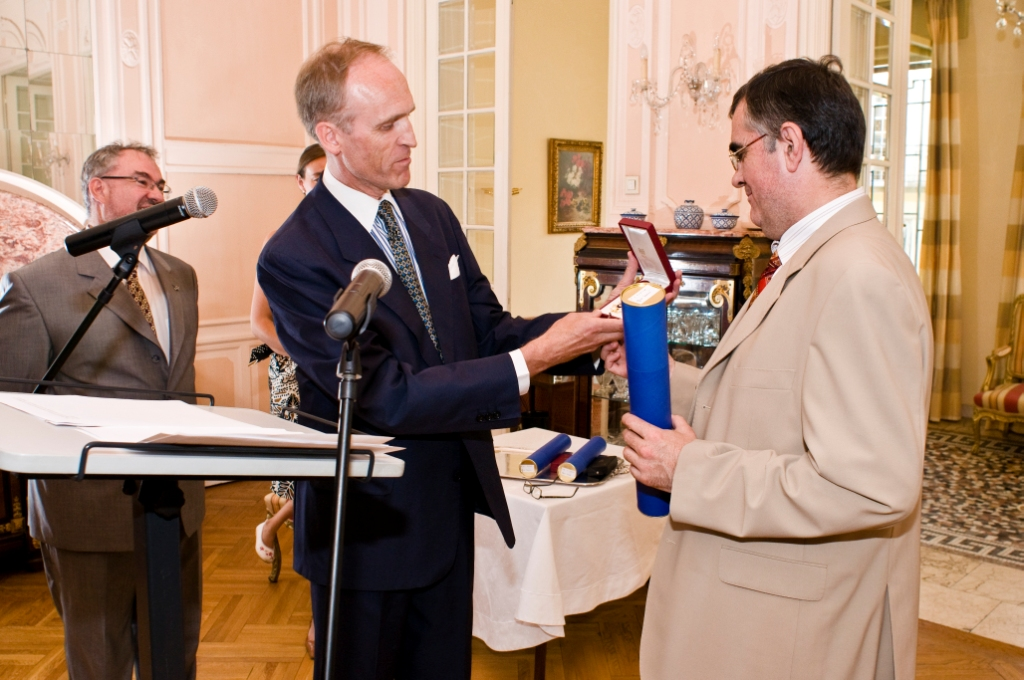
L'ambassadeur belge Philippe Roland remettant à Șerban Nichifor l'Ordre de la Couronne en 2008

Les parents de Șerban Nichifor sont Ermil Nichifor (1916–1997) et Livia Nichifor, née Balint (1922–2017), tous deux médecins. Son père était également musicien et chef d'orchestre de l'Orchestre des médecins de Bucarest.
Nichifor étudie à l'Université nationale de musique de Bucarest de 1973 à 1977 et suit des cours de composition en 1978, 1980 et 1984 à Darmstadt, en Allemagne. En 1994, il obtient un doctorat en musicologie de l'Université Nationale de Musique et, de 1990 à 1994, il étudie à la Faculté de Théologie de l'Université de Bucarest. En 2015, il obtient un doctorat summa cum laude en direction d'orchestre et rédige une thèse SHOAH – The Holocaust Reflected in My Musical Creation.
Il a composé de nombreuses œuvres dédiées aux victimes de l'Holocauste,. Selon le musicologue Octavian Cosma, le style de Nichifor est basé sur le néoromantisme mais inclut des éléments de jazz (par exemple dans ses troisième et quatrième symphonies) et l'utilisation d'enregistrements sur bande électro-magnétique comme dans son opéra Domnişoara Cristina. Dans les années 1990, il "développe un style simplifié employant des thèmes rappelant le chant byzantin".
Nichifor est professeur à l'Université nationale de musique. Il a épousé la musicienne et compositrice roumaine Liana Alexandra en 1978. Ils ont joué ensemble en tant que violoncelliste et pianiste dans le Duo Intermedia à partir de 1990 et ont été co-directeurs du Nuova Musica Consonante – Living Music Foundation Festival,.

## Distinctions
Nichifor reçoit le Prix international des compositeurs Gaudeamus en 1977 et est décoré de l'Ordre belge de la Couronne en 2008.

## Œuvres
Opéra, musique symphonique, vocale-symphonique et visuelle
- "Constellations" for Orchestra (1977)
- Symphony I "Shadows" (1980)
- Cantata "Sources" (1977)
- Cantata "Gloria Heroum Holocausti" (1978)
- Opera "Miss Christina" (libretto by Mircea ELIADE,1981)
- Symphony II "Via Lucis" (1985)
- Symphony III "American Symphony – I" (1986)
- Symphony IV "American Symphony – II" (1987)
- Symphony V "Pro Patria" (1987)
- Symphony VI "Time Archways" (1988)
- Cantata "Remember" (1988)
- "Missa da Requiem" (1990)
- Chamber-Opera "Talaria" (libretto by Etienne DE SADELEER, 1994)
- Cantata "Per Christum" (1997)
- "Concerto GRIEGoriano" for Piano and Orchestra (1997)
- Chamber-Opera "Le Martyre de Saint Claude Debussy" (libretto after   Claude Debussy and E.A.Poe, 1999)
- Symphony VII "Cello Memoirs" (2001–2003)[10]
- "Cries from Earth to Heaven" – to the Holocaust martyrs (2007)[11]
- "Tribute to Joseph Smith, The American Prophet" – visual music (2005–2007)[12]
- Shoah –  music dedicated to the Holocaust martyrs (2010–2013)[13]
- Pentagon – visual music (2010)[14]
- God Bless America! – visual music (2010)[15]
- Symphony VIII "Tom & Huck" (2011–2012)[16]
- Symphony IX "God Bless Romania" (2016)[17]
- Piano Concerto No.2 (2016)[18]
- Homage to my Mother (dedicated to Dr. Livia Balint-Nichifor) (2017)[1]

Musique de chambre, chorale et vocale
- "Postludium" per Organo (1975)
- "Sorcova" per Coro Misto a capella (1995)
- Quartetto per Archi I – "Anamorphose" (1976)
- "Carols" per Trombone e Percussione (1978)
- "Invocatio" per Flauto e Celesta (1979)
- "Canto di Speranza" per Flauto, Violino, Viola, Cello e Pianoforte (1981)
- "Onirophonie" per Fl., Vn.e Pf. (1982)
- "Chanson d'Antan" per Vn.e Pf.(1983)
- "Carnyx" per Clarinetto (1984)
- "Tango for Yvar" per Pf.(1984)
- Quartetto per Archi II – "Vallons de l'Oubli" (1984)
- "Aprite le porte di questo castel" per Coro Maschile (1984)
- "Morendo" per Cb. e Pianoforte (1985)
- "6 Melodies Irlandaises d'Amerique" per 2 Ob.,C.i. e 2 Fg. (1985)
- "Czarna Rosa" per Mezzo-Soprano e Pf. (1986)
- "7 Canti Rumeni di Natale" per 4 Trombe, 4 Tromboni ed Organo (1986)
- "Horn Call Rag" per Corno e Pf. (1986)
- "Ave Maria" per Soprano ed Organo (1987)
- "Isola di Euthanasios" – Sonata "sopra acqua e pietra" per Pianoforte (1988)
- "Transgressio" per Fl.,Ob. e Fg. (1989)
- "Battuta" per Percussione (1989)
- "Il nome della rosa" for violoncello and piano 4 hands (1989)[19]
- "Lacrimosa" per Tenore e Pf. (1989)
- "Meditatio"per Organo (1990)
- Missa "Actio Gratiarum Oecumenica" per Coro Misto a capella (1991)
- "Natalis Domini" per Coro Misto a capella (1992)
- "Isihia" per Cello (1992)
- "Epiphania" per Cello e Pianoforte (1993)
- "Rorate Caeli" per Soprano ed Orchestra da Camera (1994)
- "Medium per Arpa" (1995)
- "Medium per Flauto" (1995)
- "3 Christmas German Chorals" for Organ (1997)
- "Hommage a Debussy" per 2 Pf. – ossia Pf. e Nastro Magnetico (1998)
- "La Nuit Obscure" per Orchestra da Camera (1998)
- "Invocation a Themis" per Sax. Alto (2001)
- "Isihia" for violoncello and tape (2002)
- Tu es Sacerdos (To my Mother Dr. Livia Nichifor) (2017)[20]

## Discographie
- Șerban Nichifor, Liana Alexandra, Anton Șuteu (ro), Anamorphose, Incantații II, Culori, – Cvartetul Gaudeamus, Formația Musica Nova, LP, Electrecord ST-ECE 01694
- "Olympia Romanian Concert" – "Four Tablatures for Lute by Valentin Greff Bakfark" by Sigismund Toduță (en), "Concerto for Violin and Orchestra" by Paul Constantinescu, "American Symphony No.4 – From West to East" by Șerban Nichifor, Audio CD, Olympia, London, OCD 417
- Video Music Cyberart – Liana Alexandra, Șerban Nichifor – 12 Variations, Infinite Song, Sticky Dances, Video DVD, Electrecord EDVD 001, Licență Nr. RO8AV20500382
- Music from Romania and Belgium: César Franck, Jacques Leduc, Raoul De Smet, Boudewijn Buckinx (en), Liana Alexandra, Șerban Nichifor – Duo Intermedia, Șerban Nichifor (cello) and Liana Alexandra (piano), Editura Muzicală, Poziție catalog 038, Licență U.C.M.R.-A.D.A. 5AF081508184
- Luxembourg Sinfonietta – World Premiere Recordings, “La Nuit Obscure”, Audio CD, Editions LGNM, No. 401, BP 828, L-2018 Luxembourg[21]
- 60x60 (en) (2004–2005) Vox Novus (en) VN-001
- 60x60 (2006–2007) Vox Novus VN-002[22]